# Тихомир Тичко
Тихомир Атанасов Доврамаджиев „Тичко“ е български шахматист и боксьор от Варна.
Той е първият европейски шампион по шахбокс от Берлин, Германия, 2005 г.  с признание от Световната Шах Бокс Организация ( World Chess Boxing Organisation - WCBO) и Световната Шах Бокс Асоциация ( World Chess Boxing Association - WCBA). Притежава международното звание FIDE Master (ФИДЕ майстор на световната шахматна федерация) от 2004 г.

## Ранни години и спортна дейност
Национален шампион на България при младежите по шахмат е за 1991 г. (класически), 1993 г. (класически), 1997 г. (блиц) и 1998 г. (класически). Участва в юношеския състав на Българския национален отбор по шахмат, заедно със световните шампиони по шахмат ГМ Веселин Топалови ГМ Антоанета Стефанова. Представя България на редица европейски (ЕП) и световни първенства (СП) за младежи, като постига успехи на: 1991 г. – ЕП Мамая (Румъния) – 5 м.; 1991 г. – СП Варшава (Полша) – 3 – 4 м. 1993 г. – ЕП Париж (Франция) – 2 – 3 м.
През годините 2001 и 2008 печели Варненските спортни Универсиади в секция шахмат. През 1997 г. печели отборно 1 м. с отбора на „Каиса“ (Варна) националното младежко първенство в Пловдив. В активния си състезателен период през 90-те години на XX в. и в началото на XXI в. се състезава за различни отбори от Варна, както и за „Локомотив“ – Пловдив. Впоследствие преминава в немската лига, където се състезава за „Нашуатек“ Берлин (Германия), с който печели немската ландеслига за сезон 2003/2004 г., като в решителния двубой побеждават отбора на „Жилет“. За отбора на „Нашуатек“ (SV Nashuatec) записва резултат от 22 победи, 2 равенства и 0 поражения.
| Място | Отбор         | Пункт | Точки по дъски | Брой срещи | Победи | Равенства | Загуби |
| ----- | ------------- | ----- | -------------- | ---------- | ------ | --------- | ------ |
| 1     | СК Нашуатек 1 | 18    | 25,5 : 16,5    | 7          | 6      | 2         | 1      |
| 2     | СК Жилет 1    | 14    | 25,5 : 16,5    | 7          | 4      | 2         | 1      |
| 3     | СК Темпелхоф  | 10    | 21,5 : 20,5    | 7          | 2      | 4         | 1      |
| 4     | СК Вихейл 1   | 10    | 20,5 : 21,5    | 7          | 2      | 4         | 1      |
| 5     | СК Бунд 1     | 8     | 22,5 : 19,5    | 7          | 1      | 5         | 1      |
| 6     | СК Шеринг 1   | 8     | 21,5 : 20,5    | 7          | 2      | 2         | 3      |
| 7     | СК Сенат 1    | 7     | 19 : 23        | 7          | 2      | 1         | 4      |
| 8     | АЦЦСБ 1       | 7     | 18,5 : 23,5    | 7          | 1      | 4         | 2      |
| 9     | СК Алкател 1  | 6     | 19 : 23        | 7          | 2      | 0         | 5      |
| 10    | Бундес Банк 1 | 4     | 16,5 : 25,5    | 7          | 0      | 4         | 3      |

Участва с успех в редица онлайн първенства, като многократно се е класирал в топ 3 на турнирите проведени от ChessBase/ Playchess Германия. Има ФИДЕ ЕЛО коефициент от 2356 точки (2011). По официални данни на ChessBase (партиите са от официални турнири, и са публично достъпни), постига положителни резултати (победи и равенства) срещу водещи шахматисти като: ГМ Алексей Дреев (Русия – европейски шампион по бърз шах от 2000 г.), ГМ Артьом Тимофеев (Русия), ГМ Кирил Бризгалин (Русия), ГМ Ян Непомнящий (Русия – претендент за световната титла – 2021 г.), ГМ Хикару Накамура (САЩ – 5 – кратен шампион на САЩ), ГМ Анатолий Буховский (Израел), ГМ Михаил Марин (Румъния), ГМ Виктор Лазничка (Чехия), ГМ Сергей Кривовшей (Украйна), ГМ Юрий Солодовниченко (Украйна), ГМ Геворг Харутунян (Армения), ГМ Данило Миланович (Сърбия), ГМ Давид Барамидзе (Германия), ГМ Йосиф Дорфман (Франция) и други. През 2010 г. в официална среща срещу ГМ Богдан Лалич, Тичко завършва реми, с което влиза в класацията от 155 непобедени игри на хърватския гросмайстор от официални турнирни срещи. Данните са актуални към 2021 г. (Record: Bogdan Lalić's unbeaten streak of 155 games Researched by Christian Sánchez) Партията може да се види в базата данни на ChessBase.
|   | a | b | c | d | e | f | g | h |   |
| 8 | черен офицер на черно поле d8 · черна пешка на бяло поле a6 · черен цар на черно поле b6 · черен кон на бяло поле c6 · бял кон на черно поле d6 · черна пешка на бяло поле e6 · черен кон на черно поле f6 · бяла пешка на бяло поле b3 · бял цар на бяло поле d3 · бял кон на бяло поле f3 · бял офицер на черно поле d2 · бяла пешка на черно поле f2 | черен офицер на черно поле d8 · черна пешка на бяло поле a6 · черен цар на черно поле b6 · черен кон на бяло поле c6 · бял кон на черно поле d6 · черна пешка на бяло поле e6 · черен кон на черно поле f6 · бяла пешка на бяло поле b3 · бял цар на бяло поле d3 · бял кон на бяло поле f3 · бял офицер на черно поле d2 · бяла пешка на черно поле f2 | черен офицер на черно поле d8 · черна пешка на бяло поле a6 · черен цар на черно поле b6 · черен кон на бяло поле c6 · бял кон на черно поле d6 · черна пешка на бяло поле e6 · черен кон на черно поле f6 · бяла пешка на бяло поле b3 · бял цар на бяло поле d3 · бял кон на бяло поле f3 · бял офицер на черно поле d2 · бяла пешка на черно поле f2 | черен офицер на черно поле d8 · черна пешка на бяло поле a6 · черен цар на черно поле b6 · черен кон на бяло поле c6 · бял кон на черно поле d6 · черна пешка на бяло поле e6 · черен кон на черно поле f6 · бяла пешка на бяло поле b3 · бял цар на бяло поле d3 · бял кон на бяло поле f3 · бял офицер на черно поле d2 · бяла пешка на черно поле f2 | черен офицер на черно поле d8 · черна пешка на бяло поле a6 · черен цар на черно поле b6 · черен кон на бяло поле c6 · бял кон на черно поле d6 · черна пешка на бяло поле e6 · черен кон на черно поле f6 · бяла пешка на бяло поле b3 · бял цар на бяло поле d3 · бял кон на бяло поле f3 · бял офицер на черно поле d2 · бяла пешка на черно поле f2 | черен офицер на черно поле d8 · черна пешка на бяло поле a6 · черен цар на черно поле b6 · черен кон на бяло поле c6 · бял кон на черно поле d6 · черна пешка на бяло поле e6 · черен кон на черно поле f6 · бяла пешка на бяло поле b3 · бял цар на бяло поле d3 · бял кон на бяло поле f3 · бял офицер на черно поле d2 · бяла пешка на черно поле f2 | черен офицер на черно поле d8 · черна пешка на бяло поле a6 · черен цар на черно поле b6 · черен кон на бяло поле c6 · бял кон на черно поле d6 · черна пешка на бяло поле e6 · черен кон на черно поле f6 · бяла пешка на бяло поле b3 · бял цар на бяло поле d3 · бял кон на бяло поле f3 · бял офицер на черно поле d2 · бяла пешка на черно поле f2 | черен офицер на черно поле d8 · черна пешка на бяло поле a6 · черен цар на черно поле b6 · черен кон на бяло поле c6 · бял кон на черно поле d6 · черна пешка на бяло поле e6 · черен кон на черно поле f6 · бяла пешка на бяло поле b3 · бял цар на бяло поле d3 · бял кон на бяло поле f3 · бял офицер на черно поле d2 · бяла пешка на черно поле f2 | 8 |
| 7 | черен офицер на черно поле d8 · черна пешка на бяло поле a6 · черен цар на черно поле b6 · черен кон на бяло поле c6 · бял кон на черно поле d6 · черна пешка на бяло поле e6 · черен кон на черно поле f6 · бяла пешка на бяло поле b3 · бял цар на бяло поле d3 · бял кон на бяло поле f3 · бял офицер на черно поле d2 · бяла пешка на черно поле f2 | черен офицер на черно поле d8 · черна пешка на бяло поле a6 · черен цар на черно поле b6 · черен кон на бяло поле c6 · бял кон на черно поле d6 · черна пешка на бяло поле e6 · черен кон на черно поле f6 · бяла пешка на бяло поле b3 · бял цар на бяло поле d3 · бял кон на бяло поле f3 · бял офицер на черно поле d2 · бяла пешка на черно поле f2 | черен офицер на черно поле d8 · черна пешка на бяло поле a6 · черен цар на черно поле b6 · черен кон на бяло поле c6 · бял кон на черно поле d6 · черна пешка на бяло поле e6 · черен кон на черно поле f6 · бяла пешка на бяло поле b3 · бял цар на бяло поле d3 · бял кон на бяло поле f3 · бял офицер на черно поле d2 · бяла пешка на черно поле f2 | черен офицер на черно поле d8 · черна пешка на бяло поле a6 · черен цар на черно поле b6 · черен кон на бяло поле c6 · бял кон на черно поле d6 · черна пешка на бяло поле e6 · черен кон на черно поле f6 · бяла пешка на бяло поле b3 · бял цар на бяло поле d3 · бял кон на бяло поле f3 · бял офицер на черно поле d2 · бяла пешка на черно поле f2 | черен офицер на черно поле d8 · черна пешка на бяло поле a6 · черен цар на черно поле b6 · черен кон на бяло поле c6 · бял кон на черно поле d6 · черна пешка на бяло поле e6 · черен кон на черно поле f6 · бяла пешка на бяло поле b3 · бял цар на бяло поле d3 · бял кон на бяло поле f3 · бял офицер на черно поле d2 · бяла пешка на черно поле f2 | черен офицер на черно поле d8 · черна пешка на бяло поле a6 · черен цар на черно поле b6 · черен кон на бяло поле c6 · бял кон на черно поле d6 · черна пешка на бяло поле e6 · черен кон на черно поле f6 · бяла пешка на бяло поле b3 · бял цар на бяло поле d3 · бял кон на бяло поле f3 · бял офицер на черно поле d2 · бяла пешка на черно поле f2 | черен офицер на черно поле d8 · черна пешка на бяло поле a6 · черен цар на черно поле b6 · черен кон на бяло поле c6 · бял кон на черно поле d6 · черна пешка на бяло поле e6 · черен кон на черно поле f6 · бяла пешка на бяло поле b3 · бял цар на бяло поле d3 · бял кон на бяло поле f3 · бял офицер на черно поле d2 · бяла пешка на черно поле f2 | черен офицер на черно поле d8 · черна пешка на бяло поле a6 · черен цар на черно поле b6 · черен кон на бяло поле c6 · бял кон на черно поле d6 · черна пешка на бяло поле e6 · черен кон на черно поле f6 · бяла пешка на бяло поле b3 · бял цар на бяло поле d3 · бял кон на бяло поле f3 · бял офицер на черно поле d2 · бяла пешка на черно поле f2 | 7 |
| 6 | черен офицер на черно поле d8 · черна пешка на бяло поле a6 · черен цар на черно поле b6 · черен кон на бяло поле c6 · бял кон на черно поле d6 · черна пешка на бяло поле e6 · черен кон на черно поле f6 · бяла пешка на бяло поле b3 · бял цар на бяло поле d3 · бял кон на бяло поле f3 · бял офицер на черно поле d2 · бяла пешка на черно поле f2 | черен офицер на черно поле d8 · черна пешка на бяло поле a6 · черен цар на черно поле b6 · черен кон на бяло поле c6 · бял кон на черно поле d6 · черна пешка на бяло поле e6 · черен кон на черно поле f6 · бяла пешка на бяло поле b3 · бял цар на бяло поле d3 · бял кон на бяло поле f3 · бял офицер на черно поле d2 · бяла пешка на черно поле f2 | черен офицер на черно поле d8 · черна пешка на бяло поле a6 · черен цар на черно поле b6 · черен кон на бяло поле c6 · бял кон на черно поле d6 · черна пешка на бяло поле e6 · черен кон на черно поле f6 · бяла пешка на бяло поле b3 · бял цар на бяло поле d3 · бял кон на бяло поле f3 · бял офицер на черно поле d2 · бяла пешка на черно поле f2 | черен офицер на черно поле d8 · черна пешка на бяло поле a6 · черен цар на черно поле b6 · черен кон на бяло поле c6 · бял кон на черно поле d6 · черна пешка на бяло поле e6 · черен кон на черно поле f6 · бяла пешка на бяло поле b3 · бял цар на бяло поле d3 · бял кон на бяло поле f3 · бял офицер на черно поле d2 · бяла пешка на черно поле f2 | черен офицер на черно поле d8 · черна пешка на бяло поле a6 · черен цар на черно поле b6 · черен кон на бяло поле c6 · бял кон на черно поле d6 · черна пешка на бяло поле e6 · черен кон на черно поле f6 · бяла пешка на бяло поле b3 · бял цар на бяло поле d3 · бял кон на бяло поле f3 · бял офицер на черно поле d2 · бяла пешка на черно поле f2 | черен офицер на черно поле d8 · черна пешка на бяло поле a6 · черен цар на черно поле b6 · черен кон на бяло поле c6 · бял кон на черно поле d6 · черна пешка на бяло поле e6 · черен кон на черно поле f6 · бяла пешка на бяло поле b3 · бял цар на бяло поле d3 · бял кон на бяло поле f3 · бял офицер на черно поле d2 · бяла пешка на черно поле f2 | черен офицер на черно поле d8 · черна пешка на бяло поле a6 · черен цар на черно поле b6 · черен кон на бяло поле c6 · бял кон на черно поле d6 · черна пешка на бяло поле e6 · черен кон на черно поле f6 · бяла пешка на бяло поле b3 · бял цар на бяло поле d3 · бял кон на бяло поле f3 · бял офицер на черно поле d2 · бяла пешка на черно поле f2 | черен офицер на черно поле d8 · черна пешка на бяло поле a6 · черен цар на черно поле b6 · черен кон на бяло поле c6 · бял кон на черно поле d6 · черна пешка на бяло поле e6 · черен кон на черно поле f6 · бяла пешка на бяло поле b3 · бял цар на бяло поле d3 · бял кон на бяло поле f3 · бял офицер на черно поле d2 · бяла пешка на черно поле f2 | 6 |
| 5 | черен офицер на черно поле d8 · черна пешка на бяло поле a6 · черен цар на черно поле b6 · черен кон на бяло поле c6 · бял кон на черно поле d6 · черна пешка на бяло поле e6 · черен кон на черно поле f6 · бяла пешка на бяло поле b3 · бял цар на бяло поле d3 · бял кон на бяло поле f3 · бял офицер на черно поле d2 · бяла пешка на черно поле f2 | черен офицер на черно поле d8 · черна пешка на бяло поле a6 · черен цар на черно поле b6 · черен кон на бяло поле c6 · бял кон на черно поле d6 · черна пешка на бяло поле e6 · черен кон на черно поле f6 · бяла пешка на бяло поле b3 · бял цар на бяло поле d3 · бял кон на бяло поле f3 · бял офицер на черно поле d2 · бяла пешка на черно поле f2 | черен офицер на черно поле d8 · черна пешка на бяло поле a6 · черен цар на черно поле b6 · черен кон на бяло поле c6 · бял кон на черно поле d6 · черна пешка на бяло поле e6 · черен кон на черно поле f6 · бяла пешка на бяло поле b3 · бял цар на бяло поле d3 · бял кон на бяло поле f3 · бял офицер на черно поле d2 · бяла пешка на черно поле f2 | черен офицер на черно поле d8 · черна пешка на бяло поле a6 · черен цар на черно поле b6 · черен кон на бяло поле c6 · бял кон на черно поле d6 · черна пешка на бяло поле e6 · черен кон на черно поле f6 · бяла пешка на бяло поле b3 · бял цар на бяло поле d3 · бял кон на бяло поле f3 · бял офицер на черно поле d2 · бяла пешка на черно поле f2 | черен офицер на черно поле d8 · черна пешка на бяло поле a6 · черен цар на черно поле b6 · черен кон на бяло поле c6 · бял кон на черно поле d6 · черна пешка на бяло поле e6 · черен кон на черно поле f6 · бяла пешка на бяло поле b3 · бял цар на бяло поле d3 · бял кон на бяло поле f3 · бял офицер на черно поле d2 · бяла пешка на черно поле f2 | черен офицер на черно поле d8 · черна пешка на бяло поле a6 · черен цар на черно поле b6 · черен кон на бяло поле c6 · бял кон на черно поле d6 · черна пешка на бяло поле e6 · черен кон на черно поле f6 · бяла пешка на бяло поле b3 · бял цар на бяло поле d3 · бял кон на бяло поле f3 · бял офицер на черно поле d2 · бяла пешка на черно поле f2 | черен офицер на черно поле d8 · черна пешка на бяло поле a6 · черен цар на черно поле b6 · черен кон на бяло поле c6 · бял кон на черно поле d6 · черна пешка на бяло поле e6 · черен кон на черно поле f6 · бяла пешка на бяло поле b3 · бял цар на бяло поле d3 · бял кон на бяло поле f3 · бял офицер на черно поле d2 · бяла пешка на черно поле f2 | черен офицер на черно поле d8 · черна пешка на бяло поле a6 · черен цар на черно поле b6 · черен кон на бяло поле c6 · бял кон на черно поле d6 · черна пешка на бяло поле e6 · черен кон на черно поле f6 · бяла пешка на бяло поле b3 · бял цар на бяло поле d3 · бял кон на бяло поле f3 · бял офицер на черно поле d2 · бяла пешка на черно поле f2 | 5 |
| 4 | черен офицер на черно поле d8 · черна пешка на бяло поле a6 · черен цар на черно поле b6 · черен кон на бяло поле c6 · бял кон на черно поле d6 · черна пешка на бяло поле e6 · черен кон на черно поле f6 · бяла пешка на бяло поле b3 · бял цар на бяло поле d3 · бял кон на бяло поле f3 · бял офицер на черно поле d2 · бяла пешка на черно поле f2 | черен офицер на черно поле d8 · черна пешка на бяло поле a6 · черен цар на черно поле b6 · черен кон на бяло поле c6 · бял кон на черно поле d6 · черна пешка на бяло поле e6 · черен кон на черно поле f6 · бяла пешка на бяло поле b3 · бял цар на бяло поле d3 · бял кон на бяло поле f3 · бял офицер на черно поле d2 · бяла пешка на черно поле f2 | черен офицер на черно поле d8 · черна пешка на бяло поле a6 · черен цар на черно поле b6 · черен кон на бяло поле c6 · бял кон на черно поле d6 · черна пешка на бяло поле e6 · черен кон на черно поле f6 · бяла пешка на бяло поле b3 · бял цар на бяло поле d3 · бял кон на бяло поле f3 · бял офицер на черно поле d2 · бяла пешка на черно поле f2 | черен офицер на черно поле d8 · черна пешка на бяло поле a6 · черен цар на черно поле b6 · черен кон на бяло поле c6 · бял кон на черно поле d6 · черна пешка на бяло поле e6 · черен кон на черно поле f6 · бяла пешка на бяло поле b3 · бял цар на бяло поле d3 · бял кон на бяло поле f3 · бял офицер на черно поле d2 · бяла пешка на черно поле f2 | черен офицер на черно поле d8 · черна пешка на бяло поле a6 · черен цар на черно поле b6 · черен кон на бяло поле c6 · бял кон на черно поле d6 · черна пешка на бяло поле e6 · черен кон на черно поле f6 · бяла пешка на бяло поле b3 · бял цар на бяло поле d3 · бял кон на бяло поле f3 · бял офицер на черно поле d2 · бяла пешка на черно поле f2 | черен офицер на черно поле d8 · черна пешка на бяло поле a6 · черен цар на черно поле b6 · черен кон на бяло поле c6 · бял кон на черно поле d6 · черна пешка на бяло поле e6 · черен кон на черно поле f6 · бяла пешка на бяло поле b3 · бял цар на бяло поле d3 · бял кон на бяло поле f3 · бял офицер на черно поле d2 · бяла пешка на черно поле f2 | черен офицер на черно поле d8 · черна пешка на бяло поле a6 · черен цар на черно поле b6 · черен кон на бяло поле c6 · бял кон на черно поле d6 · черна пешка на бяло поле e6 · черен кон на черно поле f6 · бяла пешка на бяло поле b3 · бял цар на бяло поле d3 · бял кон на бяло поле f3 · бял офицер на черно поле d2 · бяла пешка на черно поле f2 | черен офицер на черно поле d8 · черна пешка на бяло поле a6 · черен цар на черно поле b6 · черен кон на бяло поле c6 · бял кон на черно поле d6 · черна пешка на бяло поле e6 · черен кон на черно поле f6 · бяла пешка на бяло поле b3 · бял цар на бяло поле d3 · бял кон на бяло поле f3 · бял офицер на черно поле d2 · бяла пешка на черно поле f2 | 4 |
| 3 | черен офицер на черно поле d8 · черна пешка на бяло поле a6 · черен цар на черно поле b6 · черен кон на бяло поле c6 · бял кон на черно поле d6 · черна пешка на бяло поле e6 · черен кон на черно поле f6 · бяла пешка на бяло поле b3 · бял цар на бяло поле d3 · бял кон на бяло поле f3 · бял офицер на черно поле d2 · бяла пешка на черно поле f2 | черен офицер на черно поле d8 · черна пешка на бяло поле a6 · черен цар на черно поле b6 · черен кон на бяло поле c6 · бял кон на черно поле d6 · черна пешка на бяло поле e6 · черен кон на черно поле f6 · бяла пешка на бяло поле b3 · бял цар на бяло поле d3 · бял кон на бяло поле f3 · бял офицер на черно поле d2 · бяла пешка на черно поле f2 | черен офицер на черно поле d8 · черна пешка на бяло поле a6 · черен цар на черно поле b6 · черен кон на бяло поле c6 · бял кон на черно поле d6 · черна пешка на бяло поле e6 · черен кон на черно поле f6 · бяла пешка на бяло поле b3 · бял цар на бяло поле d3 · бял кон на бяло поле f3 · бял офицер на черно поле d2 · бяла пешка на черно поле f2 | черен офицер на черно поле d8 · черна пешка на бяло поле a6 · черен цар на черно поле b6 · черен кон на бяло поле c6 · бял кон на черно поле d6 · черна пешка на бяло поле e6 · черен кон на черно поле f6 · бяла пешка на бяло поле b3 · бял цар на бяло поле d3 · бял кон на бяло поле f3 · бял офицер на черно поле d2 · бяла пешка на черно поле f2 | черен офицер на черно поле d8 · черна пешка на бяло поле a6 · черен цар на черно поле b6 · черен кон на бяло поле c6 · бял кон на черно поле d6 · черна пешка на бяло поле e6 · черен кон на черно поле f6 · бяла пешка на бяло поле b3 · бял цар на бяло поле d3 · бял кон на бяло поле f3 · бял офицер на черно поле d2 · бяла пешка на черно поле f2 | черен офицер на черно поле d8 · черна пешка на бяло поле a6 · черен цар на черно поле b6 · черен кон на бяло поле c6 · бял кон на черно поле d6 · черна пешка на бяло поле e6 · черен кон на черно поле f6 · бяла пешка на бяло поле b3 · бял цар на бяло поле d3 · бял кон на бяло поле f3 · бял офицер на черно поле d2 · бяла пешка на черно поле f2 | черен офицер на черно поле d8 · черна пешка на бяло поле a6 · черен цар на черно поле b6 · черен кон на бяло поле c6 · бял кон на черно поле d6 · черна пешка на бяло поле e6 · черен кон на черно поле f6 · бяла пешка на бяло поле b3 · бял цар на бяло поле d3 · бял кон на бяло поле f3 · бял офицер на черно поле d2 · бяла пешка на черно поле f2 | черен офицер на черно поле d8 · черна пешка на бяло поле a6 · черен цар на черно поле b6 · черен кон на бяло поле c6 · бял кон на черно поле d6 · черна пешка на бяло поле e6 · черен кон на черно поле f6 · бяла пешка на бяло поле b3 · бял цар на бяло поле d3 · бял кон на бяло поле f3 · бял офицер на черно поле d2 · бяла пешка на черно поле f2 | 3 |
| 2 | черен офицер на черно поле d8 · черна пешка на бяло поле a6 · черен цар на черно поле b6 · черен кон на бяло поле c6 · бял кон на черно поле d6 · черна пешка на бяло поле e6 · черен кон на черно поле f6 · бяла пешка на бяло поле b3 · бял цар на бяло поле d3 · бял кон на бяло поле f3 · бял офицер на черно поле d2 · бяла пешка на черно поле f2 | черен офицер на черно поле d8 · черна пешка на бяло поле a6 · черен цар на черно поле b6 · черен кон на бяло поле c6 · бял кон на черно поле d6 · черна пешка на бяло поле e6 · черен кон на черно поле f6 · бяла пешка на бяло поле b3 · бял цар на бяло поле d3 · бял кон на бяло поле f3 · бял офицер на черно поле d2 · бяла пешка на черно поле f2 | черен офицер на черно поле d8 · черна пешка на бяло поле a6 · черен цар на черно поле b6 · черен кон на бяло поле c6 · бял кон на черно поле d6 · черна пешка на бяло поле e6 · черен кон на черно поле f6 · бяла пешка на бяло поле b3 · бял цар на бяло поле d3 · бял кон на бяло поле f3 · бял офицер на черно поле d2 · бяла пешка на черно поле f2 | черен офицер на черно поле d8 · черна пешка на бяло поле a6 · черен цар на черно поле b6 · черен кон на бяло поле c6 · бял кон на черно поле d6 · черна пешка на бяло поле e6 · черен кон на черно поле f6 · бяла пешка на бяло поле b3 · бял цар на бяло поле d3 · бял кон на бяло поле f3 · бял офицер на черно поле d2 · бяла пешка на черно поле f2 | черен офицер на черно поле d8 · черна пешка на бяло поле a6 · черен цар на черно поле b6 · черен кон на бяло поле c6 · бял кон на черно поле d6 · черна пешка на бяло поле e6 · черен кон на черно поле f6 · бяла пешка на бяло поле b3 · бял цар на бяло поле d3 · бял кон на бяло поле f3 · бял офицер на черно поле d2 · бяла пешка на черно поле f2 | черен офицер на черно поле d8 · черна пешка на бяло поле a6 · черен цар на черно поле b6 · черен кон на бяло поле c6 · бял кон на черно поле d6 · черна пешка на бяло поле e6 · черен кон на черно поле f6 · бяла пешка на бяло поле b3 · бял цар на бяло поле d3 · бял кон на бяло поле f3 · бял офицер на черно поле d2 · бяла пешка на черно поле f2 | черен офицер на черно поле d8 · черна пешка на бяло поле a6 · черен цар на черно поле b6 · черен кон на бяло поле c6 · бял кон на черно поле d6 · черна пешка на бяло поле e6 · черен кон на черно поле f6 · бяла пешка на бяло поле b3 · бял цар на бяло поле d3 · бял кон на бяло поле f3 · бял офицер на черно поле d2 · бяла пешка на черно поле f2 | черен офицер на черно поле d8 · черна пешка на бяло поле a6 · черен цар на черно поле b6 · черен кон на бяло поле c6 · бял кон на черно поле d6 · черна пешка на бяло поле e6 · черен кон на черно поле f6 · бяла пешка на бяло поле b3 · бял цар на бяло поле d3 · бял кон на бяло поле f3 · бял офицер на черно поле d2 · бяла пешка на черно поле f2 | 2 |
| 1 | черен офицер на черно поле d8 · черна пешка на бяло поле a6 · черен цар на черно поле b6 · черен кон на бяло поле c6 · бял кон на черно поле d6 · черна пешка на бяло поле e6 · черен кон на черно поле f6 · бяла пешка на бяло поле b3 · бял цар на бяло поле d3 · бял кон на бяло поле f3 · бял офицер на черно поле d2 · бяла пешка на черно поле f2 | черен офицер на черно поле d8 · черна пешка на бяло поле a6 · черен цар на черно поле b6 · черен кон на бяло поле c6 · бял кон на черно поле d6 · черна пешка на бяло поле e6 · черен кон на черно поле f6 · бяла пешка на бяло поле b3 · бял цар на бяло поле d3 · бял кон на бяло поле f3 · бял офицер на черно поле d2 · бяла пешка на черно поле f2 | черен офицер на черно поле d8 · черна пешка на бяло поле a6 · черен цар на черно поле b6 · черен кон на бяло поле c6 · бял кон на черно поле d6 · черна пешка на бяло поле e6 · черен кон на черно поле f6 · бяла пешка на бяло поле b3 · бял цар на бяло поле d3 · бял кон на бяло поле f3 · бял офицер на черно поле d2 · бяла пешка на черно поле f2 | черен офицер на черно поле d8 · черна пешка на бяло поле a6 · черен цар на черно поле b6 · черен кон на бяло поле c6 · бял кон на черно поле d6 · черна пешка на бяло поле e6 · черен кон на черно поле f6 · бяла пешка на бяло поле b3 · бял цар на бяло поле d3 · бял кон на бяло поле f3 · бял офицер на черно поле d2 · бяла пешка на черно поле f2 | черен офицер на черно поле d8 · черна пешка на бяло поле a6 · черен цар на черно поле b6 · черен кон на бяло поле c6 · бял кон на черно поле d6 · черна пешка на бяло поле e6 · черен кон на черно поле f6 · бяла пешка на бяло поле b3 · бял цар на бяло поле d3 · бял кон на бяло поле f3 · бял офицер на черно поле d2 · бяла пешка на черно поле f2 | черен офицер на черно поле d8 · черна пешка на бяло поле a6 · черен цар на черно поле b6 · черен кон на бяло поле c6 · бял кон на черно поле d6 · черна пешка на бяло поле e6 · черен кон на черно поле f6 · бяла пешка на бяло поле b3 · бял цар на бяло поле d3 · бял кон на бяло поле f3 · бял офицер на черно поле d2 · бяла пешка на черно поле f2 | черен офицер на черно поле d8 · черна пешка на бяло поле a6 · черен цар на черно поле b6 · черен кон на бяло поле c6 · бял кон на черно поле d6 · черна пешка на бяло поле e6 · черен кон на черно поле f6 · бяла пешка на бяло поле b3 · бял цар на бяло поле d3 · бял кон на бяло поле f3 · бял офицер на черно поле d2 · бяла пешка на черно поле f2 | черен офицер на черно поле d8 · черна пешка на бяло поле a6 · черен цар на черно поле b6 · черен кон на бяло поле c6 · бял кон на черно поле d6 · черна пешка на бяло поле e6 · черен кон на черно поле f6 · бяла пешка на бяло поле b3 · бял цар на бяло поле d3 · бял кон на бяло поле f3 · бял офицер на черно поле d2 · бяла пешка на черно поле f2 | 1 |
|   | a | b | c | d | e | f | g | h |   |

1.d4 d5 2.c4 e6 3. Nf3 c6 4.Nc3 Nf6 5.Qd3 dxc4 6.Qxc4 b5 7.Qd3 a6 8.e4 c5 9. dxc5 Qxd3 10.Bxd3 Bxc5 11.e5 Nfd7 12.Be4 Ra7 13.0 – 0 0 – 0 14.Bf4 Bb7 15.Bxb7 Bxb7 16.Ne4 Rc7 17.a4 bxa4 18. Rxa4 Rfc8 19.g3 Nb6 20.Raa1 Nd5 21.Bd2 h6 22.Rfc1 Be7 23.Rxc7 Rxc7 24.Rc1 Rxc1+ 25.Bxc1 Nc6 26.Kf1 Kf8 27.Ke2 Ke8 28.g4 Kd7 29.h4 Kc7 30.h5 Kb6 31.g5 hxg5 32.Nexg5 Nd8 33.Kd3 Kc5 34.Ne4+ Kb6 35.h6 gxh6 26.Bxh6 Nc6 37.Bd2 Bd8 3.Nd6 f6 39.exf6 Nxf6 40.b3
1/2

## Тихомир Тичко и Шахбокс
В периода 2003/4 г. е привлечен от Световната Шах Бокс Организация (WCBO – World Chess Boxing Organisation), като става шампион на първото европейско първенство по шах бокс през 2005 г. Събитието е отразено от редица световни медии като Eurosport, CNN, Los Angeles TImes, Die WELT, ChessBase и други. Подробен видео репортаж е представен от Немската Телевизия RBB. Спортът Шахбокс,   съчетаващ играта на шахмат и бокс, е създаден от нидерландеца Йепе Рубинг. Според правилата трябва да се редуват рундове по шахмат с рундове по бокс (общо 11 рунда /6 ш. и 5 б.). Първото световно първенство по шахбокс е проведено през 2003 г. в Амстердам, а първото европейско първенство е в Берлин (Германия)  на 1 октомври 2005 г. Шахбоксът се основава на концепция, официално дефинирана от WCBO, като съвкупност между класическия интелектуален спорт шахмат с класическия боен спорт бокс в общо съчетание, което изисква добра интелектуална и физическа подготовка. WCBO провежда своята дейност под мотото на древната визия за здрав дух в здраво тяло (латинската сентенция Mens sana in corpore sano). WCBO характеризира шахбокса с определението „Битките се водят на ринга, а войните се провеждат на дъската“. Спортът шахбокс се развива активно, провеждат са състезания, както и официално са регистрирани федерации в редица държави като: Великобритания, Германия, Индия, Иран, Испания, Италия, Китай, Коста Рика, Мадагаскар, Мексико, Нидерландия, Русия, САЩ, Турция, Украйна, Филипини, Финландия, Франция, Чехия, ЮАР и други. Паралелно с разрастването на спорта шахбокс, той представлява интерес и за науката, където обектът на изследване е увеличаването на физико-психологичните характеристики на спортистите и подрастващите, чрез прилагането на нови методи и подходи за увеличаване на биомеханичните и интелектуалните способности на човека. Подробни данни, исторически факти и актуален спортен календар (Ministry Compliance) с местни и международни турнири са налични на официалната страница на WCBO / Chess Boxing Organisation of India – CBOI, представлявана от актуалната водеща организация от Индия CBOI, приемащи лидерството през 2020 г. от Германия след проведени избори. Световната Шах Бокс Организация ( World Chess Boxing Organisation - WCBO с актуален център Индия, първоначално Германия) и Световната Шах Бокс Асоциация ( World Chess Boxing Association - WCBA - Великобритания), периодично провеждат национални и международни шахбокс турнири в съответствие с одебрените спортни календари. 

## Международни победи
- 2005 WCBO / WCBA Европейски шампион по шахбокс Архив на оригинала от 2022-10-02 в Wayback Machine.
- 2003/4 Немска ландеслига с отбора на „Нашуатек“, Берлин, Германия

## Образование, академична и научно-изследователска дейност
Паралелно със спортната си дейност Тихомир Доврамаджиев продължава своята дейност в академията като съгласно официално представената му биография, се дипломира съответно:
- 2006 г., ОКС Магистър „Индустриален дизайн”, Технически Университет – Варна;
- 2009 г., ОКС Магистър „Криминология и социална превенция”, Технически Университет –  Варна;
- 2012 г., ОНС Доктор „Ергономия и промишлен дизайн”, Технически Университет – Варна. [146]

През 2012 г., професионалната му дейност продължава в  Технически Университет – Варна (ТУВ), България, в катедра „Индустриален дизайн“,  съответно:
- 2012 г., Асистент;
- 2018 г., Доцент.

Международната му академична дейност обхваща дейности като официален координатор  на Технически Университет – Варна за международната образователна мрежа CEEPUS  по Ергономия и човешки фактори  съставена от общо 9 европейски университета от държавите: България, Австрия, Полша, Румъния, Словакия, Словения, Сърбия, Унгария и Хърватска. 
Участва в борда на редакторите на международните научни издания:
- IETI Transactions on Engineering Research and Practice (TERP) ISSN 2616-1699, DOI: 10.6723/TERP,  International Engineering and Technology Institute. САЩ, Хонг Конг, Тайланд; [154]
- IETI Transactions on Ergonomics and Safety (TES), ISSN 2520-5439, DOI: 10.6722/TES,  International Engineering and Technology Institute. САЩ, Хонг Конг, Тайланд; [155]
- MDPI MATHEMATICS Topical Advisory Panel, Journal Rank: JCR - Q1 (Mathematics) / CiteScore - Q1 (General Mathematics), Impact Factor: 2.592 (2021) ; 5-Year Impact Factor: 2.542 (2021), Швейцария. [156]
- MDPI MATHEMATICS, Special Issue "Mathematics and Computer Programming in 2D and 3D Open Source Software"Journal Rank: JCR - Q1 (Mathematics) / CiteScore - Q1 (General Mathematics), Impact Factor: 2.592 (2021) ; 5-Year Impact Factor: 2.542 (2021), Швейцария. [157]
- American Journal of Management Science and Engineering (AJMSE) ISSN Print: 2575-193X; ISSN Online: 2575-137, САЩ. [158]

Участва като организатор, научен изследовател, рецензент в международните научни конференции:
- Applied Human Factors and Ergonomics (AHFE); [159]
- The International Conference on Human Systems Engineering and Design (IHSED); [160][161]
- The Intelligent Human Systems Integration (IHSI) conference; [162][163]
- The International Conference on Human Interaction and Emerging Technologies (IHIET); [164]
- други. [165][166][167]

Съавтор е в международната екипна книга TAYLOR & FRANCIS GROUP (5 септември 2023 г. от CRC Press) „НОВИ ПЕРСПЕКТИВИ В ПОВЕДЕНЧЕСКАТА КИБЕРСИГУРНОСТ“ Човешко поведение и модели за вземане на решения / "NEW PERSPECTIVES IN BEHAVIORAL CYBERSECURITY" Human Behavior and Decision-Making Models, ISBN 9781032414775. Международното партньорство е в състав: САЩ (генерален координатор), България, Естония, Канада, Обединените арабски емирства, Камерун и Филипините.
От 2021 г. е в ръководството на Българска Асоциация по Ергономия и Човешки Фактори (БАЕЧФ)  / Bulgarian Association of Ergonomics and Human Factors (BAEHF) ,  която е включена в пълноправните  състави на Международна Асоциация по Ергономия / International Ergonomics Association (IEA)  и Федерацията на Европейските Ергономични Дружества / Federation of European Ergonomics Societies (FEES).